# テクチ
テクチ(Tecuci)は、ルーマニア・モルダヴィア地方のガラツィ県にある都市である。ブルラド川の右岸に当たる丘陵地帯にあり、ガラツィ、ブルラド、マラシェシュティからの鉄道が合流している。

## 歴史

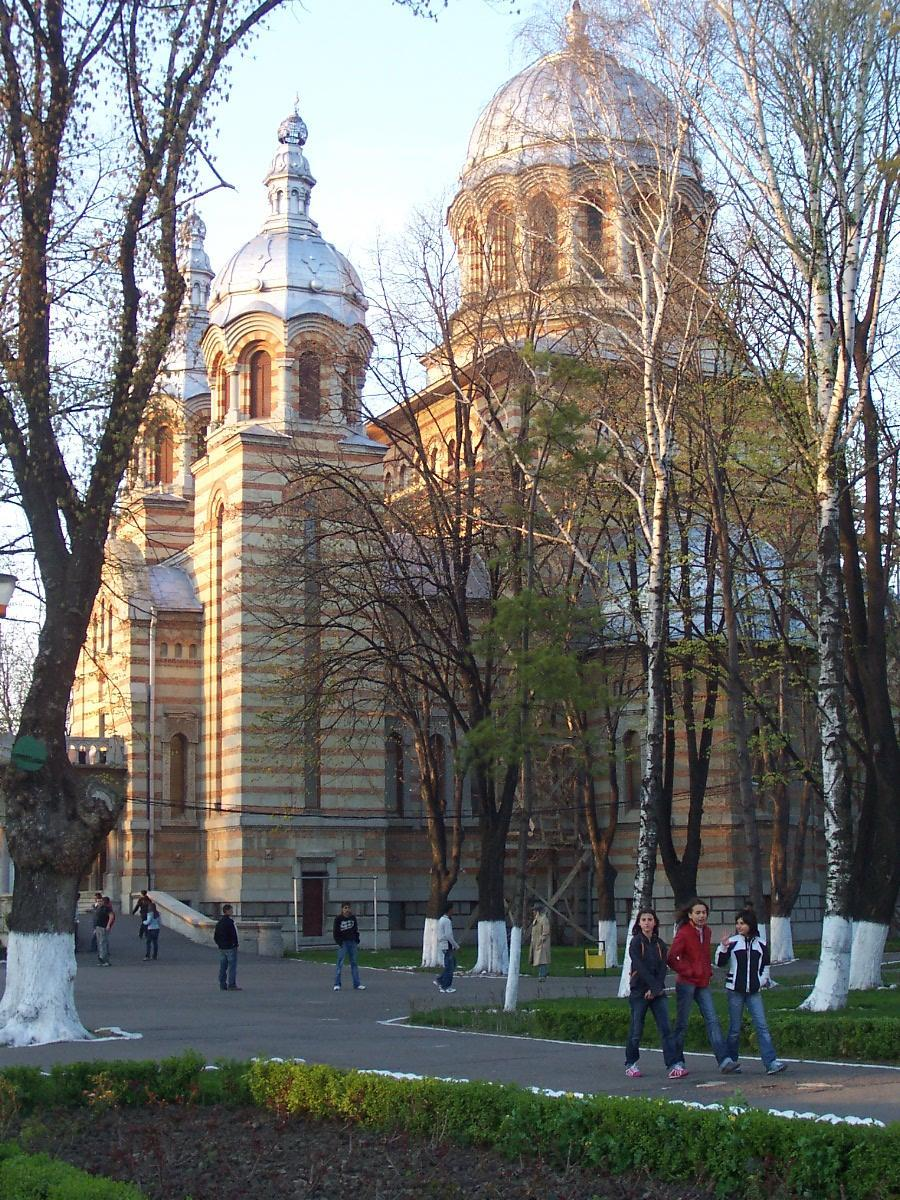
ギリシャ正教の大聖堂

テクチに隣接する地では、1476年にモルドヴァ公国の公シュテファン3世とオスマン帝国の間で激しい戦争が行われた。
ルーマニア王国の下で、今はないテクチ県となった。

## 人口
2009年1月1日時点で、42,468人が居住している。